# サンタ・カテリーナ・ヴィッラルモーザ
サンタ・カテリーナ・ヴィッラルモーザ（イタリア語: Santa Caterina Villarmosa）は、イタリア共和国シチリア州カルタニッセッタ県にある、人口約5,100人の基礎自治体（コムーネ）。

## 地理

### 位置・広がり

#### 隣接コムーネ
隣接するコムーネは以下の通り。括弧内のPAはパレルモ県、ENはエンナ県所属を示す。
- アリメーナ (PA)
- カルタニッセッタ
- エンナ (EN)
- ペトラリーア・ソッターナ (PA)
- レズッターノ
- ヴィッラローザ (EN)